# Тбет (Цхинвальский район)
Тбет (осет. Тъбет; груз. ტბეთი) — приграничное село в Цхинвальском районе Южной Осетии. Расположено в 2 км западнее города Цхинвала, соединено с ним автомобильной дорогой.
Тбети одно из древнейших сел исторической Шида-Картли. Отсюда и фамилия знатных грузинских дворян — Тбели. В селе находится резиденция эриставов Тбели.
В селе, у выезда на Зарскую дорогу, находится мемориальный комплекс жертвам войны 2008 года «Музей сожжённых душ» (осет. Сыгъд удты музей). Он представляет собой памятный крест, металлический монумент «Дерево скорби» и ряд искорёженной техники, в том числе расстрелянные легковые машины беженцев, пытавшихся спастись из города по объездной дороге на север.

## Известные люди, связанные с селом
- Анатолий Бибилов — 4-й Президент Южной Осетии.